# Ruinas de la capilla de Misiones de Peine Viejo
Las ruinas de la capilla de Misiones de Peine Viejo son ruinas ubicadas en la región de Antofagasta. Son parte del pueblo de Peine Viejo en esta misma zona. La capilla fue declarada monumento nacional de Chile en 1951.

## Historia
La capilla de Misiones de Peine Viejo fue construida por los primeros misioneros españoles que llegaron al pueblo de Peine Viejo, ubicado actualmente a 105 km de San Pedro de Atacama (región de Antofagasta). Originalmente, la capilla estaba construida de piedras siguiendo el método de construcción del Imperio Inca, quienes montaban las piedras con bastante precisión en sus edificaciones. La actual capilla se encuentra en la antigua ubicación del pueblo, y se estima que fue construida cerca de 1580. Este fue trasladado en el siglo XVII al lado sur de la quebrada. El pueblo original, habitado por una pequeña comunidad aimara, fue abandonado. El territorio en el que se encuentra la capilla formó parte del denominado Camino del inca, utilizado por los conquistadores españoles en su ruta hacia el sur.
Se desconoce la fecha aproximada en la cual la capilla dejó de cumplir con su función religiosa. Por su valor histórico, arquitectónico, religioso y turístico, la capilla de Misiones de Peine Viejo fue declarada Monumento Nacional en 1951.

## Evidencias y características

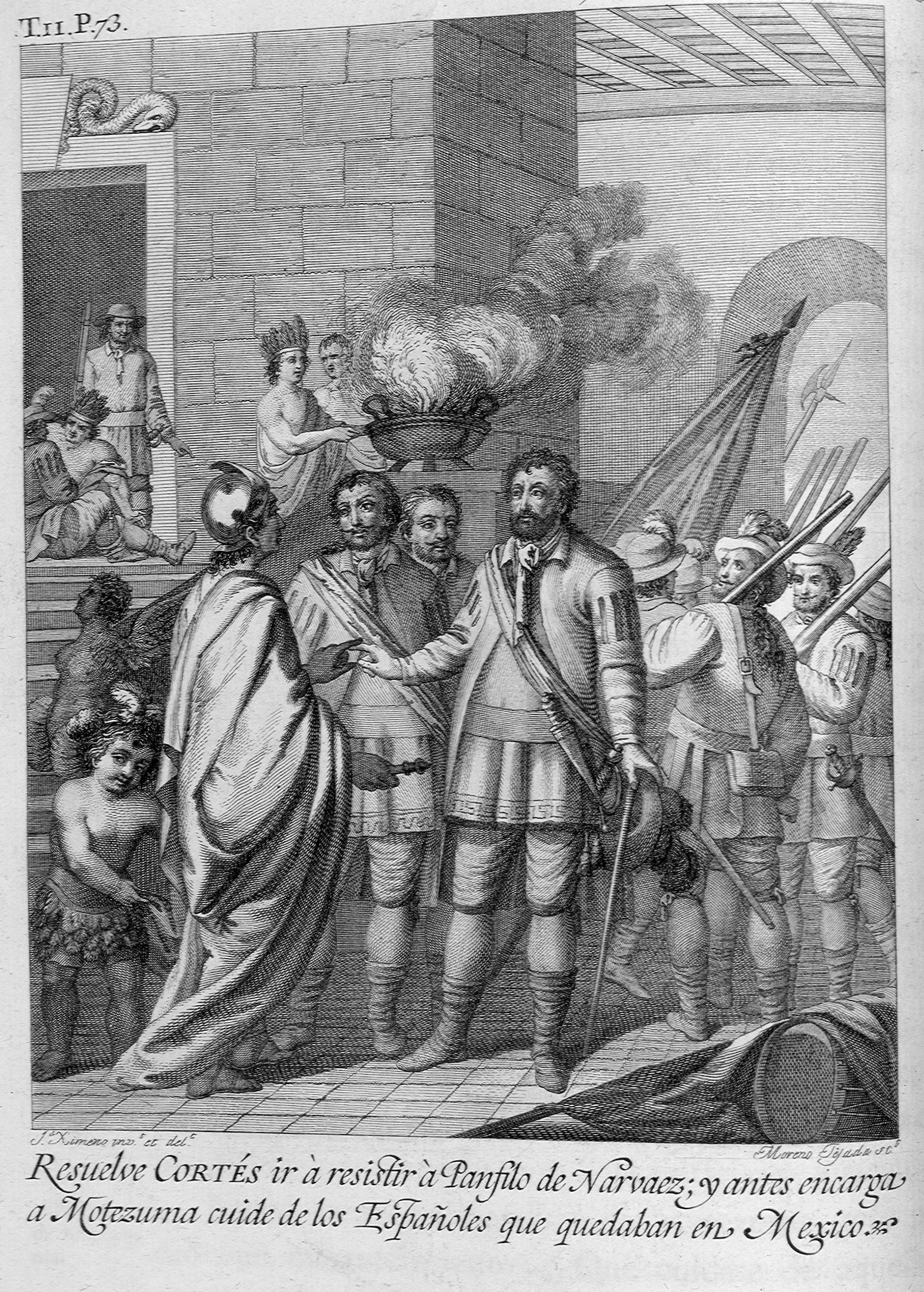
Conquistadores de América

Actualmente, la capilla presenta un evidente estado de deterioro debido al paso del tiempo, el clima extremo de la región y los movimientos telúricos que han sucedido a lo largo de los años. Sin embargo, los expertos han podido averiguar datos importantes acerca de esta construcción. El templo revela en su uso y materialidad el sincretismo cultural propio de la colonización de América.
En primer lugar, forma parte de una red de iglesias católicas altiplánicas fundadas tempranamente por los conquistadores, con el afán de evangelizar a los pobladores de los territorios dominados por el Imperio Incaico. En segundo lugar, la técnica de construcción en piedra recupera la tradición arquitectónica de los Incas, produciendo una prueba más de la mezcla de culturas que se vivió en el norte de Chile. En la actualidad, se pueden reconocer sus pircas (murallas de piedra de baja altura). Se conserva también el arco adovelado de la fachada, y en el interior yacen piedras que se han desprendido por el paso de los años. Por sus vestigios, se puede determinar que la capilla constaba de un solo espacio, de diseño rectangular. A pesar del deterioro, es posible afirmar que dentro de la capilla existió una mesa de altar construida con piedra y adobe.